# Сражение при Энтзхайме
Сражение при Энтзхайме или Сражение при Энтцхайме — сражение, состоявшееся 4 октября 1674 года у города Энтзхайм (современная Франция) в ходе Голландской войны между французской армией под командованием Анри Тюренна и имперской армией под командованием Александра де Бурнонвиля. Несмотря на численное превосходство имперских войск, битва завершилась вничью.

## Предыстория

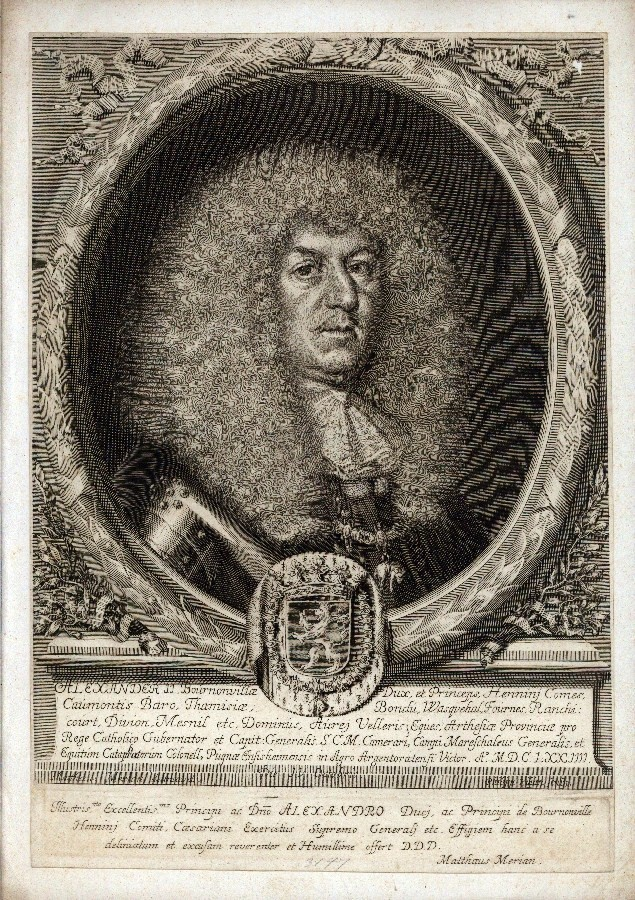
Александр Де Бурнонвиль

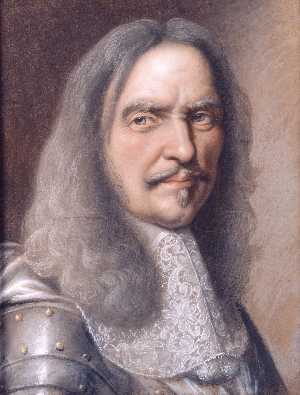
Анри де Тюренн

Имперским войскам под командованием Александра де Бурнонвиля удалось с помощью немецкого населения Страсбурга пересечь Рейн и продвинуться в Эльзас. Они собрались между Рейном и Вогезами. Целью имперской армии было перекрыть доступ французов в верхний Эльзас. Во главе французской армии стоял Анри Тюренн, получивший задание вступить в бой с немцами и не допустить объединение армии Бурнонвиля с армией Бранденбурга, стоявшей у Хайльбронна. Хотя его армия была значительно слабее, Тюренн форсированным маршем выступил на врага.

## Битва
Сражение произошло у Энтзхайма, в 10 км к юго-западу от Страсбурга. Имперские войска заняли выгодную позицию, защищенную оврагами и рощами по флангам. Утром 4 октября французские войска начали атаку. Они заняли рощу на левом крыле имперской армии. Бурнонвиль командовал правым крылом и инициировал кавалерийскую атаку, но она не удалась. После долгой борьбы обе армии были истощены, и оба полководца задумались о выходе из сражения. К вечеру битва свелась уже только к артиллерийской перестрелке. В течение ночи обе армии отступили, только несколько французских кавалерийских эскадронов остались на поле боя.

## Последствия
Сражение не оказало значительного влияния на ход войны. Имперские войска действовали без особого мастерства, в то время как слава Тюренна выросла. Одновременно среди союзников нарастали недоверие и разногласия.